# Philippe Ciarlet
Philippe G. Ciarlet (* 14. Oktober 1938 in Paris) ist ein französischer Mathematiker, der sich mit Numerischer Mathematik und Anwendungen in der Mechanik beschäftigt.
Ciarlet studierte 1959 bis 1961 an der École polytechnique und 1962 bis 1964 an der École Nationale des Ponts et Chaussées. Ab 1964 war er am Case Institute of Technology in Cleveland, wo er bei Richard S. Varga promoviert wurde (Variational Methods for nonlinear boundary value problems). 1971 folgte eine Thèse d´Etat (erweiterte Promotion) bei Jacques-Louis Lions an der Universität Paris. 1966 bis 1973 war er Leiter der Abteilung Mathematik im Laboratoire Central des Ponts et Chaussées. Ab 1974 war er Professor an der Universität Paris VI (Pierre et Marie Curie), wo er 1981 bis 1992 Leiter des Labors für Numerische Analysis war. 1967 bis 1985 war er außerdem Maitre de Conferences an der Ecole Polytechnique und 1978 bis 1987 Professor an der École normale supérieure. Nach der Emeritierung 2002 war er Professor an der City University of Hong Kong. Er war unter anderem mehrfach Gastprofessor am Tata Institute of Fundamental Research.
Ciarlet ist für seine Beiträge zur Theorie Finiter Elemente und zur (nichtlinearen) Elastizitätstheorie und Mechanik (Theorie der Platten und Schalen) bekannt. Er befasste sich auch mit anderen numerischen Verfahren und Differentialgeometrie.
Er ist Mitglied der Academia Europaea (1989), der Académie des sciences (1991), der Rumänischen Akademie der Wissenschaften (1996), der National Academy of Sciences in Indien (2003),  der Chinesischen Akademie der Wissenschaften (2009), der Akademie der Wissenschaften der Dritten Welt, Fellow der Society for Industrial and Applied Mathematics (SIAM) und der französischen Technikakademie. Ciarlet ist seit 1999 Mitglied der französischen Ehrenlegion. 1981 erhielt er den Poncelet-Preis und 1989 den Prix Jaffé der Académie des sciences. 1996 erhielt er den Alexander-von-Humboldt-Forschungspreis (Gay-Lussac-Humboldt-Preis). Er ist vielfacher Ehrendoktor (unter anderem Krakau und mehrere chinesische und rumänische Universitäten). Er ist Fellow der American Mathematical Society.

## Schriften
- Lectures on the Finite Element Method. Tata Institute of Fundamental Research, Bombay 1975.
- Numerical Analysis of the Finite Element Method (= Séminaire de Mathématiques Supérieures. 59). Les Presses de L’Université de Montréal, Montréal 1976, ISBN 0-8405-0356-3.
- The Finite Element Method for Elliptic Problems (= Studies in Mathematics and its Applications. 4). North-Holland, Amsterdam u. a. 1978, ISBN 0-444-85028-7.
- mit Patrick Rabier: Les Équations de von Kármán (= Lecture Notes in Mathematics. 826). Springer, Berlin 1980, ISBN 3-540-10248-5.
- Introduction à l’Analyse Numérique Matricielle et à l’Optimisation. Masson, Paris u. a. 1982, ISBN 2-225-68893-1 (englische Übersetzung: Introduction to numerical linear algebra and optimization (= Cambridge Texts in Applied Mathematics. 2). Cambridge University Press, Cambridge u. a. 1989, ISBN 0-521-32788-1).
- Lectures on Three-Dimensional Elasticity. Springer, Berlin u. a. 1983, ISBN 3-540-12331-8 (Vorlesung Tata Institut).
- Mathematical Elasticity. 3 Bände. North Holland, Amsterdam u. a. 1988–2000;
  - Band 1: Three-dimensional elasticity (= Studies in Mathematics and its Applications. 20). 1988, ISBN 0-444-70259-8;
  - Band 2: Theory of Plates (= Studies in Mathematics and its Applications. 27). 1997, ISBN 0-444-82570-3;
  - Band 3: Theory of Shells (= Studies in Mathematics and its Applications. 29). 2000, ISBN 0-444-82891-5.
- Plates and Junctions in Elastic Multi-Structures. An Asymptotic Analysis (= Collection Recherches en Mathématiques Appliquées. 14). Masson u. a., Paris u. a 1990, ISBN 3-540-52917-9.
- Introduction to linear shell theory (= Series in Applied Mathematics. 1). Gauthier-Villars u. a., Paris 1998, ISBN 2-84299-068-4.
- An introduction to differential geometry with applications to elasticity. Springer, Dordrecht 2005, ISBN 1-4020-4247-7.